# Frans Boussemaere
Frans Boussemaere (Poperinge, 24 september 1933 – Ieper, 17 april 2013) was een Belgische politicus. Hij was burgemeester van Vleteren. Daarnaast was hij drukker en spaarkasagent van beroep.

## Biografie
Frans Boussemaere woonde in deelgemeente Woesten. Hij werd OCMW-voorzitter en bleef dit zeven jaar, tot hij in oktober 1989 René De Meester opvolgde als burgemeester. Na de volgende verkiezingen van 1994 verlengde hij zijn burgemeesterschap voor de lijst LVP (Landelijke Volks Partij), dat een absolute meerderheid had. Ook na de verkiezingen van 2000 bleef hij burgemeester. Volgens een gemaakte afspraak gaf hij eind 2003, halverwege de bestuursperiode, het burgemeesterschap door aan partijgenoot Willy Mostaert.
In 2009 kreeg hij de titel van ereburgemeester